# 1543

## أحداث
- تأسيس مدينة أتاكاميس وتقع حاليا في الإكوادور.
- تأسيس مدينة انتيغوا غواتيمالا وتقع حاليا في غواتيمالا.
- 24 مايو: تأسيس مدينة مورون وتقع حاليا في كوبا.
- 28 مايو: تأسيس مدينة فالادوليد، المكسيك [الإنجليزية] وتقع حاليا في المكسيك.
- حصار ازترغوم في الفترة ما بين 25 يوليو و10 أغسطس.
- حصار نيس في الفترة ما بين 15 يونيو و9 سبتمبر.
- نهاية الحرب العدلية الحبشية في 1543 والتي بدأت في 1529.
- 11 يوليو - دخول الأسطول العثماني ميناء طولون الفرنسي.

## مواليد
- سونام غياتسو
- يوهان كازيمير كونت بالاتينات-لوترن

## وفيات
- أبو زيان الثالث
- نيكولاس كوبرنيكوس
- هانس هولباين الصغير
- عروج بربروس.
- المتوكل على الله الثالث